# Filisc d'Egina
Filisc (grec antic: Φιλίσκος, llatí: Philiscus), fill d'Onesícrit, fou un filòsof cínic grec nadiu de l'illa d'Egina que va viure al segle iv aC. És possible que hi hagués dos filòsofs amb el mateix nom, com diu la Suïda, mentre que altres autors pensen que es tracta del mateix personatge.
La Suïda diu d'un que es va fer deixeble de Diògenes el Cínic quan el va escoltar a Atenes en una visita que va fer a la ciutat. El seu germà, veient que no tornava a Egina, va anar a Atenes a cercar-lo, i quan va sentir Diògenes també va quedar amb ell. Finalment, el seu pare va anar a Atenes a cercar els seus fills i també el va atacar la curiositat per la filosofia.
De l'altre filòsof, la Suïda, fent referència a l'autoritat d'Hermip d'Esmirna, diu que era deixeble d'Estilpó i mestre de cert Alexandre, suposadament Alexandre el Gran. A més, diu que va escriure un diàleg intitulat Codros. Diògenes Laerci parla només d'un filòsof amb aquest nom, però les diferències cronològiques fan pensar en la possibilitat de dos.